# Persuasión (película de 2007)
Persuasión es una película para televisión del Reino Unido estrenada el 1 de abril de 2007. Está basada en la novela póstuma Persuasión de la escritora Jane Austen, publicada un año después de su muerte (1818).

## Sinopsis
A los diecinueve años Anne Elliot (Sally Hawkins) se enamora del oficial de la marina Frederick Wentworth (Rupert Penry-Jones), se comprometen pero su padre rompe el compromiso porque Wentworth no es digno de su hija. Wentworth no pertenece al estatus social que el padre de Elliot aspira para ella. Ocho años más tarde, la familia Elliot se ve envuelta en una crisis financiera y deben dejar la casa en alquiler. Finalmente la ceden al almirante Croft y a su esposa quien es hermana del Capitán Frederick Wentworth, Anne, quien se encuentra presente observando la situación, desaparece de la escena al verlos ya que ella sabía del parentesco. 
Anne visita a su hermana María Musgrove (Amanda Hale) en Uppercross y allí se reencuentra con Frederick. Es allí donde 'debe' verlo reiteradas veces.

## Reparto
- Sally Hawkins es Anne Elliot.
- Rupert Penry-Jones es el Capitán Frederick Wentworth.
- Anthony Head es Sir Walter Elliot.
- Julia Davis es Elizabeth Elliot.
- Amanda Hale es Mary Elliot Musgrove.
- Sam Hazeldine es Charles Musgrove.
- Nicholas Farrell es Sir Musgrove.
- Alice Krige es Lady Russell.
- Tobias Menzies es William Elliot.
- Jennifer Higham es Louisa Musgrove.
- Mary Stockley es Sir Clay.

## Música
A cargo de Martin Phipps:

1. Packing

2. Is he married

3. Uppercross

4. Preparing for dinner

5 The worst is over

6. Moonlight Sonata

7. It is nothing

8. Persuasion

9. Not long

10. And yet

11. Louisa

12. To Bath

13. Unguarded

14. Bells at Uppercross

15. A proposal

16. Chance meeting

17. Miss Elliot

18. Utterly misinformed

19. Minded to accept

20. Your wedding present

21. Title Theme

22. Title Track

23. Jane Austen Season Trailer

## Premios y nominaciones
- Adrian Shergold es nominado como mejor director para los premios de televisión BAFTA en 2007.
- Sally Hawkins es nominada y ganadora por su papel de Anne Elliot del Premio de TV del festival de Monte-Carlo y también ganadora del Royal Television Society Award (Reino Unido) en 2007.